# Kasey Carlson
Kasey Carlson (Walnut Creek (Californië), 26 november 1991) is een Amerikaanse voormalige zwemster.

## Zwemcarrière
Bij haar internationale debuut, op de wereldkampioenschappen zwemmen 2009 in Rome, veroverde Carlson de bronzen medaille op de 100 meter schoolslag en eindigde ze als zesde op de 50 meter schoolslag. Samen met Elizabeth Pelton, Christine Magnuson en Julia Smit strandde ze in de series van de 4x100 meter wisselslag.

## Internationale toernooien
| Jaar | Olympische Spelen | WK langebaan                                                | WK kortebaan  | PanPacs       | Pan-Ams       |
| ---- | ----------------- | ----------------------------------------------------------- | ------------- | ------------- | ------------- |
| 2009 |                   | 6e 50m schoolslag · 100m schoolslag · 10e 4x100m wisselslag |               |               |               |
| 2010 |                   |                                                             | geen deelname | geen deelname |               |
| 2011 |                   | geen deelname                                               |               |               | geen deelname |
| 2012 | geen deelname     |                                                             | geen deelname |               |               |
| 2013 |                   | geen deelname                                               |               |               |               |
| 2014 |                   |                                                             | geen deelname | geen deelname |               |
| 2015 |                   | geen deelname                                               |               |               | geen deelname |

## Persoonlijke records

### Langebaan
| Afstand         | Tijd    | Datum           | Plaats |
| --------------- | ------- | --------------- | ------ |
| 50m schoolslag  | 30,34   | 1 augustus 2009 | Rome   |
| 100m schoolslag | 1.05,75 | 28 juli 2009    | Rome   |